# Olympische Sommerspiele 2000/Teilnehmer (Jugoslawien)
| Gelbes Symbol für Goldmedaillen mit stilisierten Olympischen Ringen | Graues Symbol für Silbermedaillen mit stilisierten Olympischen Ringen | Braundes Symbol für Bronzemedaillen mit stilisierten Olympischen Ringen |
| ------------------------------------------------------------------- | --------------------------------------------------------------------- | ----------------------------------------------------------------------- |
| 1                                                                   | 1                                                                     | 1                                                                       |

Die Bundesrepublik Jugoslawien nahm an den Olympischen Sommerspielen 2000 in Sydney mit einer Delegation von 109 Athleten (92 Männer und 17 Frauen) teil. Fahnenträger bei der Eröffnungsfeier war der Volleyballspieler Vladimir Grbić. Es war die letzte Teilnahme unter dem Namen Jugoslawien, 2004 nannte sich die Republik nunmehr Serbien und Montenegro.

## Medaillengewinner

### Gold
| Name | Sportart   | Wettkampf     |
| --- | ---------- | ------------- |
| Vladimir Batez, Slobodan Boškan, Andrija Gerić, Nikola Grbić, Vladimir Grbić, Slobodan Kovač, Đula Mešter, Vasa Mijić, Ivan Miljković, Veljko Petković, Goran Vujević & Igor Vušurović | Volleyball | Männerturnier |

### Silber
| Name          | Sportart | Wettkampf           |
| ------------- | -------- | ------------------- |
| Jasna Šekarić | Schießen | Frauen, Luftpistole |

### Bronze
| Name | Sportart   | Wettkampf     |
| --- | ---------- | ------------- |
| Aleksandar Ćirić, Danilo Ikodinović, Viktor Jelenić, Nikola Kuljača, Aleksandar Šapić, Dejan Savić, Aleksandar Šoštar, Petar Trbojević, Veljko Uskoković, Jugoslav Vasović, Vladimir Vujašinović, Nenad Vukanić & Predrag Zimonjić | Wasserball | Männerturnier |

## Teilnehmer nach Sportarten

### Basketball
- Männer
6. Platz

- Kader
Dejan Bodiroga
Predrag Danilović
Predrag Drobnjak
Nikola Jestratijević
Dragan Lukovski
Saša Obradović
Igor Rakočević
Željko Rebrača
Vlado Šćepanović
Peja Stojaković
Dragan Tarlać
Dejan Tomašević

### Boxen
- Geard Ajetović
Männer, Weltergewicht: 1. Runde

### Fechten
- Tamara Savić-Šotra
Frauen, Degen, Einzel: 31. Platz

### Handball
- Männer
4. Platz

- Kader
Igor Butulija
Goran Đukanović
Ratko Đurković
Nebojša Golić
Nedeljko Jovanović
Petar Kapisoda
Aleksandar Knežević
Ivan Lapčević
Vladan Matić
Žikica Milosavljević
Ratko Nikolić
Dejan Perić
Nenad Peruničić
Dragan Škrbić
Arpad Šterbik

### Judo
- Mara Kovačević
Frauen, Schwergewicht: Achtelfinale

### Kanu
- Natasa Douchev-Janics
Frauen, Kajak-Einer, 500 Meter: 4. Platz

- Ognjen Filipović
Männer, Kajak-Einer, 500 Meter: Hoffnungslauf

- Igor Kovačić, Jožef Šoti, Saša Vujanić & Dragan Zorić
Männer, Kajak-Vierer, 1000 Meter: 9. Platz

### Leichtathletik
- Vukosava Đapić
Frauen, 100 Meter: Vorläufe
Frauen, 4 × 100 Meter: Vorläufe
Frauen, 4 × 400 Meter: Vorläufe

- Zoran Đurđević
Männer, Dreisprung: 26. Platz in der Qualifikation

- Danial Jahić
Männer, Weitsprung: 21. Platz in der Qualifikation

- Marko Janković
Männer, 4 × 400 Meter: Vorläufe

- Olivera Jevtić
Frauen, 5000 Meter: DNF
Frauen, 10.000 Meter: 11. Platz

- Tatjana Lojanica
Frauen, 4 × 400 Meter: Vorläufe

- Marija Martinović-Šestak
Frauen, Dreisprung: 22. Platz in der Qualifikation

- Biljana Mitrović-Topić
Frauen, 4 × 100 Meter: Vorläufe

- Predrag Momirović
Männer, 4 × 100 Meter: Vorläufe

- Elvira Pančić
Frauen, 4 × 100 Meter: Vorläufe

- Siniša Peša
Männer, 400 Meter Hürden: Vorläufe
Männer, 4 × 400 Meter: Vorläufe

- Dragan Perić
Männer, Kugelstoßen: 16. Platz in der Qualifikation

- Milan Petaković
Männer, 4 × 100 Meter: Vorläufe

- Darko Radomirović
Männer, 1500 Meter: Vorläufe

- Aleksandar Raković
Männer, 50 Kilometer Gehen: 11. Platz

- Miloš Šakić
Männer, 4 × 100 Meter: Vorläufe

- Mila Savić
Frauen, 200 Meter: Vorläufe
Frauen, 4 × 100 Meter: Vorläufe
Frauen, 4 × 400 Meter: Vorläufe

- Slobodan Spasić
Männer, 4 × 100 Meter: Vorläufe

- Jelena Stanisavljević
Frauen, 4 × 400 Meter: Vorläufe

- Branislav Stojanović
Männer, 4 × 400 Meter: Vorläufe

- Sonja Stolić
Frauen, 5000 Meter: Vorläufe

- Dragutin Topić
Männer, Hochsprung: 21. Platz in der Qualifikation

- Slaviša Vraneš
Männer, 4 × 400 Meter: Vorläufe

- Stevan Zorić
Männer, Hochsprung: 27. Platz in der Qualifikation

### Rudern
- Nikola Stojić & Đorđe Višacki
Männer, Zweier ohne Steuermann: 5. Platz

- Filip Filipić, Boban Ranković, Ivan Smiljanić & Mladen Stegić
Männer, Vierer ohne Steuermann: 8. Platz

### Schießen
- Aranka Binder
Frauen, Luftgewehr: 15. Platz
Frauen, Kleinkaliber, Dreistellungskampf: 23. Platz

- Aleksandra Ivošev
Frauen, Luftgewehr: 20. Platz
Frauen, Kleinkaliber, Dreistellungskampf: 22. Platz

- Goran Maksimović
Männer, Kleinkaliber, liegend: 35. Platz

- Nemanja Mirosavljev
Männer, Luftgewehr: 27. Platz
Männer, Kleinkaliber, Dreistellungskampf: 15. Platz

- Stevan Pletikosić
Männer, Luftgewehr: 38. Platz
Männer, Kleinkaliber, Dreistellungskampf: 29. Platz
Männer, Kleinkaliber, liegend: 30. Platz

- Jasna Šekarić
Frauen, Luftpistole: Silber 
Frauen, Sportpistole: 17. Platz

### Schwimmen
- Nebojša Bikić
Männer, 50 Meter Freistil: 43. Platz

- Milorad Čavić
Männer, 100 Meter Rücken: 42. Platz
Männer, 100 Meter Schmetterling: Disqualifikation im Vorlauf

- Miloš Cerović
Männer, 200 Meter Rücken: 43. Platz

- Đorđe Filipović
Männer, 200 Meter Lagen: 49. Platz

- Nikola Kalabić
Männer, 100 Meter Freistil: 39. Platz
Männer, 200 Meter Freistil: 41. Platz

- Vladan Marković
Männer, 200 Meter Schmetterling: 21. Platz

- Duška Radan
Frauen, 50 Meter Freistil: 53. Platz

- Nikola Savčić
Männer, 100 Meter Brust: 42. Platz

- Marica Štražmešter
Frauen, 100 Meter Rücken: 41. Platz
Frauen, 200 Meter Rücken: 31. Platz

### Tennis
- Dušan Vemić & Nenad Zimonjić
Männer, Doppel: 1. Runde

### Tischtennis
- Slobodan Grujić
Männer, Einzel: Gruppenphase
Männer, Doppel: Achtelfinale

- Ilija Lupulesku
Männer, Doppel: Achtelfinale

### Volleyball
- Männer
Gold

- Kader
Vladimir Batez
Slobodan Boškan
Andrija Gerić
Nikola Grbić
Vladimir Grbić
Slobodan Kovač
Djula Mešter
Vasa Mijić
Ivan Miljković
Veljko Petković
Goran Vujević
Igor Vušurović

### Wasserball
- Männer
Bronze

- Kader
Aleksandar Ćirić
Danilo Ikodinović
Viktor Jelenić
Nikola Kuljača
Aleksandar Šapić
Dejan Savić
Aleksandar Šoštar
Petar Trbojević
Veljko Uskoković
Jugoslav Vasović
Vlada Vujasinović
Nenad Vukanić
Predrag Zimonjić